# NGC 3498
NGC 3498 في الفهرس العام الجديد، هي مجرة، تقع في كوكبة الأسد. اكتشفت بواسطة ويليام هيرشل.

## روابط خارجية
- NGC 3498 على موقع ويكي سكاي: DSS2, SDSS, GALEX, IRAS, Hydrogen α, X-Ray, Astrophoto, Sky Map, Articles and images